# NAKED×REFINISHED -3 mics and back sounds-
『NAKED×REFINISHED -3 mics and back sounds-』は、2020年2月22日に発売されたORANGE RANGEのライブ会場限定アルバム。同年12月25日には配信リリースされた。

## 概要
- アルバム作品としては前作『ELEVEN PIECE』より約1年半ぶりに発売された。
- Disc1には「むき出し、ありのまま」をテーマにした新曲3曲を収録。
- Disc2には「塗り替えられ、更新された」をテーマにライブのためリアレンジされた既存曲6曲のセルフカバー版を収録。
- CD盤にはオリジナルクリアサコッシュとライナーノーツが付属している。
- 2020年2月22日から9月27日にかけて、「原点回帰」「初期衝動」をテーマに50公演行う予定だったライブハウスツアー「ORANGE RANGE LIVE TOUR 020 〜NAKED×REFINISHED -3 mics and back sounds-〜」の会場で販売される予定だったが、最初の東京2公演を実施した後すべての公演が新型コロナウイルスの影響により延期・中止となったため、パッケージ盤はオフィシャルサイトでEC販売されることになった。
- 2022年現在でもCDショップなどでの一般流通はされていない。
- 2019年に配信リリースされた「Enjoy!」は本作に収録されたため、2022年発売の12thオリジナルアルバム『Double Circle』には未収録となっている。

## 収録曲

### NAKED
- 全作詞・作曲・編曲：ORANGE RANGE

| #  | タイトル                                                 | 作詞 | 作曲 |
| -- | -------------------------------------------------------- | ---- | ---- |
| 1. | 「靁 the Party」(映画「闇金クイーン」オープニングテーマ) |      |      |
| 2. | 「Enjoy!」(オリオン チューハイ「WATTA」CMソング)         |      |      |
| 3. | 「Leisure」                                              |      |      |

### REFINISHED
- 全作詞・作曲・編曲：ORANGE RANGE

| #  | タイトル                                       | 作詞 | 作曲 |
| -- | ---------------------------------------------- | ---- | ---- |
| 1. | 「奏重鼓 -REFINISHED-」                        |      |      |
| 2. | 「SUSHI食べたい feat.ソイソース -REFINISHED-」 |      |      |
| 3. | 「フラワーガーデン -REFINISHED-」              |      |      |
| 4. | 「HIBISCUS -REFINISHED-」                      |      |      |
| 5. | 「ヤーヤーヤー -REFINISHED-」                  |      |      |
| 6. | 「ファンクテューン -REFINISHED-」              |      |      |

## 参加ミュージシャン
- YAMATO：VOX
- HIROKI：VOX
- RYO：VOX
- NAOTO：GUITAR、PROGRAMMING、OTHER、INSTRUMENTS
- YOH：BASS
- 神田リョウ：ドラム（NAKED01・03、REFINISHED03～05）
- YU-KI（dustbox）：ドラム（NAKED02）
- TETSUYUKI（ジン）：ドラム（REFINISHED01）
- SASSY（DracoVirgo）：ドラム（REFINISHED02）
- 佐野康夫：ドラム（REFINISHED06）